# ويلفريد ماكدونالد
ويلفريد ماكدونالد هو سياسي كندي، ولد في 2 مايو 1917، وتوفي في 4 أبريل 1992.